# Marian Podwysocki
Marian Podwysocki (ur. 20 kwietnia 1900 w Kominie, zm. po 25 listopada 1945) – kapitan piechoty Wojska Polskiego, kawaler Orderu Virtuti Militari.

## Życiorys
Urodził się 20 kwietnia 1900 w miejscowości Komin na Ukrainie, w rodzinie Stanisława i Wiktorii z Sosnowskich. W 1918 ukończył naukę i zdał egzamin maturalny w Szkole Realnej w Czerkasach.
W listopadzie 1918 w Lublinie wstąpił do 23 pułku piechoty. W tym samym miesiącu w szeregach grupy majora Wacława Scaevola-Wieczorkiewicza na odsiecz Lwowa. Za bardzo dzielne zachowanie się w walkach z Ukraińcami otrzymał pochwałę dowódcy grupy. Od 15 lutego do 1 lipca 1920 był uczniem 25. klasy Szkoła Podchorążych. Po ukończeniu szkoły został przydzielony do 66 pułku piechoty. W czasie wojny z bolszewikami walczył w szeregach tego puku. Od 23 lipca 1920 dowodził 5 kompanią, w stopniu podchorążego. 9 listopada 1920 został mianowany z dniem 1 listopada 1920 podporucznikiem.
Po zakończeniu wojny kontynuował służbę w 66 pp w Chełmnie na stanowisku dowódcy 5 kompanii, a później adiutanta. W kwietniu 1928 został oficjalnie przeniesiony do kadry oficerów piechoty z równoczesnym oddaniem do dyspozycji komendanta kadry, a nieoficjalnie do Oddziału II Sztabu Generalnego na stanowisko kierownika referatu Ekspozytury Nr 1. W czerwcu 1930 został przeniesiony do 43 pułku piechoty w Dubnie i przydzielony do II batalionu, detaszowanego w Brodach, a w maju 1932 przeniesiony do garnizonu Dubno na stanowisko dowódcy 3 kompanii karabinów maszynowych. W czerwcu 1934 został przeniesiony do Korpusu Kadetów Nr 1 we Lwowie. 27 czerwca 1935 został mianowany kapitanem ze starszeństwem z 1 stycznia 1935 i 40. lokatą w korpusie oficerów piechoty. W sierpniu tego roku został przeniesiony do 19 pułku piechoty we Lwowie. W 1939 pełnił w nim służbę na stanowisku oficera administracyjno-materiałowego. W sierpniu, w czasie mobilizacji, objął obowiązki kwatermistrza pułku i na tym stanowisku walczył w kampanii wrześniowej. Został ranny. 21 września dostał się do niemieckiej niewoli. Początkowo został przewieziony do szpitala w Lesznie k. Warszawy, a po wyleczeniu został osadzony w Oflagu VII A Murnau . Po uwolnieniu z niewoli został przyjęty do 2 Korpusu Polskiego we Włoszech. W listopadzie 1945 odbywał praktykę kwatermistrzowską w 17 pułku artylerii.
Był żonaty.

## Ordery i odznaczenia
- Krzyż Srebrny Orderu Wojskowego Virtuti Militari nr 2323[20][21][22]
- Srebrny Krzyż Zasługi – 10 listopada 1928 „w uznaniu zasług, położonych na polu pracy w poszczególnych działach wojskowości”[23]
- Medal Pamiątkowy za Wojnę 1918–1921[24]
- Medal Dziesięciolecia Odzyskanej Niepodległości[24]
- łotewski Medal Pamiątkowy 1918–1928 – 6 sierpnia 1929[25]